# Stockholms blodbad
Stockholms blodbad var den rannsakning med efterföljande avrättningar som ägde rum i Stockholm den 7–9 november 1520. Händelserna inleddes direkt efter Kristian II:s (som efter blodbadet blev känd som Kristian Tyrann i Sverige) kröning till svensk kung när gästerna på kröningsfesten kallades till ett möte på slottet. Ärkebiskop Gustaf Trolles krav på ekonomisk kompensation för bland annat Stäkets rivning ledde till frågan om den tidigare riksföreståndaren Sten Sture den yngre och hans anhängare hade gjort sig skyldiga till kätteri. Med påstått stöd i kanonisk rätt avrättades uppemot 100 personer de följande dagarna. Bland de avrättade fanns många inom aristokratin som hade givit sitt stöd åt Sturepartiet under de föregående åren.

## Bakgrund
Den 80-årige ärkebiskopen i Uppsala, Jakob Ulfsson, avgick 1515. I enlighet med kanonisk rätt föreslog han som sin efterträdare den 26-årige Gustaf Trolle, son till den tidigare riksföreståndaren Erik Trolle. Av påven Leo X fick Gustaf Trolle dennes skydd för den under ärkebiskopen lydande borgen Almarestäket och länet omkring detta. Påven gav också Gustaf Trolle rätt att utlysa interdikt över den eller de som bestred denna rätt, det vill säga att personen i fråga inte skulle få ta del av de kyrkliga sakramenten och delta i gudstjänsten. Påven gav honom också rätt att hålla en militär trupp på 400 man samt absolution för vad denna trupp kunde tänkas göra.

### Ekonomi
I bakgrunden fanns en ekonomisk maktkamp om gruv- och metallindustrin i Bergslagen som tillförde större ekonomiska resurser till militär kapacitet, men också starka beroenden. Att vid behov hålla 400 soldater i Stäket är inte gratis. 
En kamp som stod mellan å ena sidan Jacob Fugger (tidig industrialist i gruv- och metallindustrin på kontinenten) lierad med de av Fugger ekonomiskt beroende påven Leo X (vars man var Gustaf Trolle) och Maximilian I (tysk-romersk kejsare) i förbund med Kristian II där hans giftermål 1515 med Elisabet av Österrike (1501–1526) bekräftade pakten. 
På andra sidan stod Hansan som i praktiken hade handelsmonopol i Sverige och Bergslagen, lierad  med Sten Sture den yngre och senare Gustav Vasa, som gjorde dem starkt beroende av Hansan. 
Kristian II:s planerade erövring av Sverige, med Fuggers tänkta övertagande av kontrollen av Bergslagen, finansierades med en mycket stor hemgift för Kristian den II:s maka, finansierad av Fugger. Fugger drog sig senare 1521 ur kampen efter att de förlorat Slaget om Västerås (och kontrollen över utskeppningen från Bergslagen). Därmed förlorade Kristian II resurserna att vinna kriget men även möjligheten att upprätthålla sin ställning i Danmark (mot Fredrik I av Danmark). 
Den starkt ökade finansieringen och det ekonomiska beroendet gjorde att parterna i omgångar kunde hålla sig med större mängder dyra, inhyrda legosoldater, vilket förklarar ihärdigheten och den i omgångar snabbt ändrade situationen under handlingarnas gång. Kostnaderna var betydande och värt att notera är att efter Kristian III:s seger i Grevefejden i Skåne och Danmark var pengarna slut, Romersk-katolska kyrkans och Hansans inflytande i Norden tog slut och Reformationen i Sverige genomfördes.

### Gustaf Trolle och Almarestäkets borg

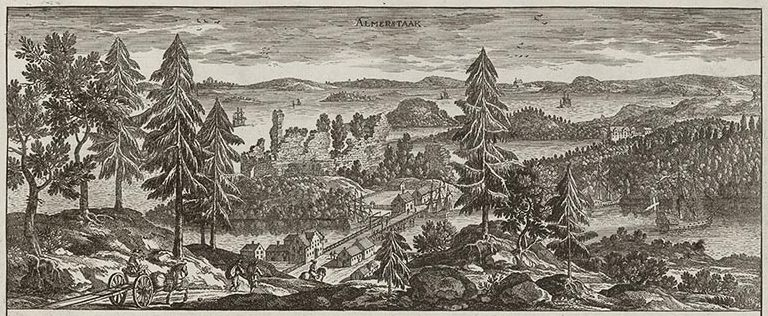
Ruinerna av Almare-Stäkets borg omkring år 1700. Ur Suecia antiqua et hodierna.

När Gustaf Trolle återvände till Sverige från Rom i september 1515 fick han veta att riksföreståndaren Sten Sture den yngre dragit in länet kring Almarestäket. Gustaf Trolle hävdade att länet för evig tid hade överlåtits till ärkebiskopssätet medan Sten Sture hävdade sin rätt att dra in och förläna län. Gustaf Trolle började förbereda sig på en militär sammandrabbning genom att samla förråd och förstärka Almarestäket med kanoner. Sten Sture försökte få riksrådet med sig för att göra en väpnad insats mot ärkebiskopen men då utan framgång.
Under hösten 1516 inledde Sten Sture med väpnade trupper en belägring av Stäket. Denne menade att då Gustaf Trolle varken avlagt trohetsed till riksföreståndaren eller sin ed till riksrådet måste han ha avlagt trohetsed till någon annan. Denne måste vara den danske kungen Kristian II och Gustaf Trolle skulle då vara landsförrädare. Vid mötet i Arboga 1517 vid nyåret 1517 fick Sten Sture fortsatt mandat att belägra Stäket. Försök från biskopar att medla mellan Sten Sture och ärkebiskopen avvisades av Sten Sture. Vid ett riksmöte i Stockholm i november 1517 förklarades Gustaf Trolle skyldig och där mötesdeltagarna beslutade om Stäkets rivning. I det av riksmötet utfärdade dombrevet, även kallat "sammansvärjningsbrevet", förklarades ärkebiskopen skyldig till högmålsbrott och att borgen skulle rivas ned. De närvarande lovade att bistå varandra om domkapitlet eller ärkebiskopen skulle bannlysa dem.
Ärkebiskopen tvingades kapitulera före årsskiftet 1518 och fängslades i Västerås slott. Kort senare avsade han sig vid mötet i Arboga 1518 ämbetet som ärkebiskop. Ärkebiskopen av Lund bannlyste med stöd av den kanoniska rätten våldsverkarna, det vill säga uteslöt dem helt från den kyrkliga gemenskapen med gudstjänster, begravningar och andra sakrament, men om denna bannlysning har beaktats i Sverige är okänt. År 1519 gav påven ärkebiskopen av Lund och biskopen av Odense tillstånd att med alla medel arbeta för att Gustaf Trolle släpptes fri, Almarestäket återuppbyggdes och att kyrkan fick ersättning för skadan. Påven gav också biskoparna rätt att bannlysa de skyldiga samt utfärda interdikt över Sverige om Sten Sture inte hörsammade detta samt bemyndigande att be om bistånd från de världsliga myndigheterna. Med stöd i detta utfärdade biskoparna både bannlysning och interdikt.

### Kristian IIs invasion av  Sverige
Den danske kungen Kristian II inledde i januari 1520 ett militärt anfall mot Sverige. Kristian ansåg sig ha rätt till den svenska tronen eftersom han genom en särskild valförsamling i maj 1499 utvalts till svensk tronföljare. Den militära truppen bestod av mellan 6 000 och 7 000 man, främst värvade legotrupper från Pommern, Brandenburg, Sachsen och Frankrike. Sten Sture och de svenska trupperna intog ställningar vid Åsunden i Västergötland men tvingades retirera. De danska trupperna delades upp och rörde sig norrut genom Västergötland och Östergötland. Sten Sture dog i början av februari, efter att ha sårats vid slaget på Åsundens is två veckor tidigare. I början av mars erkände det svenska riksrådet Kristian II som svensk kung. Sten Stures änka Kristina Nilsdotter (Gyllenstierna) som ledde försvaret av Stockholm vägrade dock ge upp. Kristian II hade inte råd med en långvarig belägring av Stockholm, omgivet av stadsmur och en stark besättning på slottet Tre Kronor, och var därför angelägen att nå en lösning med försvararna.
Försvararna ville ha amnesti för att ge upp och ett amnestibrev utfärdades av Kristian II den 5 september. I brevet gav Kristian II amnesti till avlidne Sten Sture, hans änka Kristina Gyllenstierna och alla deras medhjälpare för allt vad de gjort mot Kristian själv och unionskungarna Hans och Kristian I. Amnestin gällde också allt det som Sturepartiet gjort mot kyrkan, inklusive Stäkets rivning. Kristina och hennes anhängare garanterades också att få behålla alla egendomar och förläningar. I ett särskilt brev gavs också amnesti för Stockholms stad.
Den 7 september överlämnades Stockholms slott till kung Kristian II. Den 1 november i mötet i Stockholm 1520 hyllades Kristian som kung och söndagen den 4 november kröntes han till kung av Sverige i Storkyrkan.

## Rannsakningen

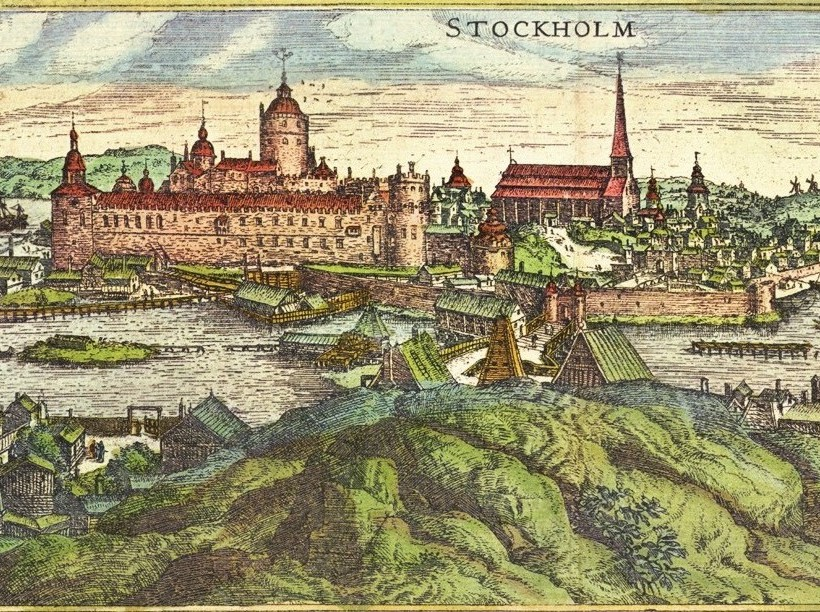
Slottet från norr på 1570-talet från Stockholmsvyerna i Civitates orbis terrarum, ca 50 år efter blodbadet.

Efter kröningen följde en kröningsfest på slottet Tre Kronor som pågick i tre dagar. Under dessa festligheter, där de förnämsta bland ständerna samt borgmästare och råd deltog, "syntes konungen själv allom vänlig och lätsig med sitt ansikte svåra lustig och glad förnimma, undfångandes en part med skrymptaktigt kyssande, somblige med vänligit fampntagande, slog händerne samman, log och lät allahanda vänlighets tecken uppåskina" heter det i svenska rådets redogörelse. "De svenske som in på slottet budne voro gjorde sig glade, dantzade, lekte och drevo allahanda kortvill."
Men vid middagstiden onsdagen den 7 november kallades gästerna åter till slottets stora sal. Slottsportarna stängdes och ingen fick komma ut. Kungen trädde in i salen och intog sin tron. Inför alla gäster och kungen framträdde den avsatte ärkebiskopen Gustaf Trolle och framförde de krav på ekonomisk ersättning som kyrkan ställde för Stäkets rivning, ersättning för stölder från Uppsala domkyrka och ärkebiskopsgården, ersättning för att ärkebiskopen och biskop Jakob Ulfsson hade suttit fängslade i Stockholm och biskop Otto i Västerås hade suttit inlåst på Västerås slott. Sten Stures anhängare hade också bland annat tvingat präster att hålla gudstjänst trots att interdikt var utfärdat. Gustaf Trolle krävde därför en ekonomisk ersättning på över en miljon mark lödigt silver. Som skyldiga räknade ärkebiskopen upp Sten Sture, hans änka Kristina Nilsdotter (Gyllenstierna), hennes mor Sigrid Eskilsdotter, riksrådet Måns Gren, riksrådet Joakim Brahe, riksrådet Erik Ryning, riksrådet Kristiern Bengtsson, frälseman Mikael Nilsson (Halvhjort av Ärnäs), frälseman Olof Valram, slottsfogde Erik Kuse, frälseman Klas Kyle, slottsfogden Olof Björnsson (Halvmåne), Bengt Eskilsson (Skällnäsätten), bröderna Erik Nilsson (Gyllenstierna), Eskil Nilsson (Gyllenstierna) (Gyllenstierna af Nynäs), borgarna Peder Skräddare, Sven Hök, Peder Smed samt samtliga borgmästare och rådmän i Stockholms stad.
Gustaf Trolle avslutade med att påstå att de uppräknade hade gjort sig skyldiga till "uppenbart kätteri". Inom den kanoniska rätten betydde det att den anklagade hade manifesterat sitt kätteri på ett så utstuderat sätt att vidare bevisning inte var nödvändig.
Efter att ärkebiskopens krav hade framställts började en rannsakning där de anklagade fick tillfälle att yttra sig. Kristina Gyllenstierna presenterade det så kallade sammansvärjningsbrevet där Almarestäkets rivning hade beslutats och där utfärdarna förklarat sig ha för avsikt att hålla ihop mot eventuella påföljder från kurian i Rom. En av utfärdarna var Linköpings biskop Hans Brask som dock hävdade att han mot sin vilja tvingats till detta, vilket han på något sätt kunde visa. Enligt folklig tradition skedde detta genom att det under hans sigill fanns en lapp med texten "Härtill är jag nödd och tvungen". Rannsakningen pågick hela dagen och på kvällen blev flera av deltagarna gripna. Biskoparna Mattias och Vincent fängslades för sig, övriga fängslades i slottstornet.

## Kätteri
Följande dag sammanträdde en grupp på fjorton präster på slottet för att ta ställning till om de anklagade verkligen gjort sig skyldiga till kätteri. I gruppen ingick ärkebiskopen, biskoparna av Västerås, Linköping och Odense, domprosten Göran Turesson, ärkedjäknen Verner från Linköping, ärkedjäknen Larens Andreæ från Strängnäs, dekanen Jöns, doktor Peder Galle, doktor Erik Geting, dominikanmunken Laurens, kanikerna Mattis och Henrik från Uppsala samt kaniken Sven från Skara. Gruppens uppgift blev att svara på om de gärningar som Gustaf Trolle föregående dag räknat upp var uppenbart kätteri mot kyrkan.
I 1500-talets teologiska litteratur var begreppet kätteri utförligt beskrivet. Med kätteri menades dels hæresi, dels schisma. Antoninus av Florens verk Summa sacræ theologiæ, iuris pontificii et Cæsarei var vida spridd vid den här tiden och i den beskriver Antoninus vilka två krav som krävs för att hæresi ska föreligga: dels att man förnekar något i Bibeln eller något som kyrkan fastslagit som normgivande för tron, dels att man frivilligt har anslutit sig till en felaktig lära och att man av envishet vägrar att inse de religiösa sanningar som kyrkan lär ut. Vidare menar Antoninus att schisma betyder att någon av fri vilja väljer att vägra underkasta sig påven och den kyrkliga gemenskapen.
I sin klagoskrift hade Gustaf Trolle anklagat sina motståndare dels för brott vad gäller de kyrkliga ämbetsmännen, dels brott vad gäller kyrkans egendom. Den kyrkliga lagstiftningen vad gäller detta hade slagits fast i det femte laterankonciliet 1514 och straffet var bannlysning. Gustaf Trolle menade också att hans motståndare hade tvingat stiftets präster att hålla gudstjänst trots att ärkebiskopen i Lund utfärdat interdikt. Straffet för detta var enligt kanonisk rätt bannlysning.
Påven Innocentius III beslutade 1199 att egendom som tillhörde kättare skulle beslagtas och beslutet slogs fast vid det fjärde laterankonciliet 1215. Om kättarna var klerker tillföll egendomen kyrkan, i andra fall tillföll egendomen statsmakten. Statsmakten var också förpliktigad att verkställa de straff som utfärdades i kyrkliga mål. Kätteri ansågs vara ett majestätsbrott då man ansåg att brottet riktade sig mot Gud och gärningen hade sedan 1200-talet varit belagd med dödsstraff: bränning på bål. Med stöd av en bulla utfärdad av Gregorius IX kunde även anhängare till en kättare dömas till samma straff i deras egenskap av coheretici.
Påven Gregorius IX utfärdade 1235 ett dekret med innebörden att den som har ingått en trohetsed mot någon som gjort sig skyldig till hæresi är löst från denna ed. Inom den kanoniska rätten kom detta att vidgas så att det vid den aktuella tiden var gällande rätt att en kristen var löst från varje förbindelse eller ed som givits till en kättare.
De församlade prästerna kom fram till att dessa gärningar verkligen var uppenbart kätteri. I sitt svar, sententian, angav de församlade prästerna inget straff utan de anklagade överlämnades till den världsliga rättvisan, Kristian II, att verkställa det i praxis fastställda straffet: bränning på bål. Enligt kanonisk rätt hade Kristian II ingen rätt att ompröva ett domslut från en andlig domstol. Huruvida gruppen av präster verkligen var en andlig domstol har det rått olika uppfattning om bland historikerna och svaret på den frågan avgör om de efterföljande avrättningarna är juridiskt legitima.

## Avrättningarna

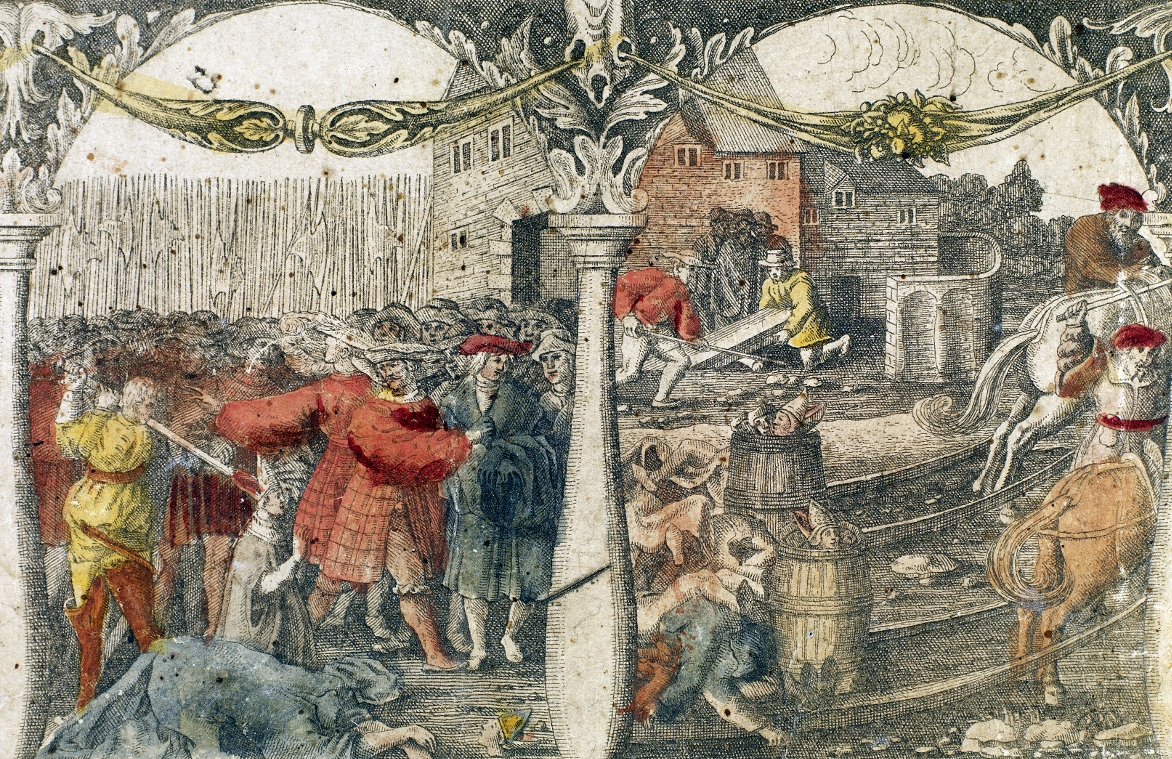
Två scener från blodbadstavlan. Till vänster halshuggs de två biskoparna; till höger grävs kistan med Sten Sture den yngres kropp upp.

Om vad som skedde efter att Kristian utdömt dödsstraff för de anklagade berättar Olaus Petri, som själv var ett ögonvittne till händelserna, i sin Svenska krönika:
| ” | Därefter lät konungen blåsa med trumpeter och utropa att ingen skulle gå ut ur sitt hus utan alla skulle bli där inne, där de var. Och vid middagstid lät han leda bispen i Skara och bispen i Strängnäs med de riddare och riddersmäns män och borgare, som han hade låtit fånga, ut på stora torget för att där avliva dem. | „ |

Avrättningarna på Stortorget utanför Stockholms slott började vid middagstid torsdagen den 8 november 1520 med att biskoparna Mattias och Vincent halshöggs med svärd. Efter det avrättades 15 adelsmän med svärd. Därefter hängdes Stockholms borgmästare och rådmän från en galge som uppförts på torget. Följande dag avrättades adelsmännens tjänstefolk och andra medhjälpare.
Olaus Petri beskriver hur de döda kropparna blev liggande på torget från torsdagen (den 8 november) till lördagen. "Och var det en ynkelig och jämmerlig syn, huru blodet med vatten och orenlighet, som den årstiden vara plägar, lopp i rännstenarna ned av torget. Ja, det var ett gräsligt och obarmhärtigt mord." Den 10 november tändes stora bål på Södermalm på den plats där Katarina kyrkogård senare anlades och där brändes kropparna efter de avrättade. Sten Sture den yngres grav i Svartbrödraklostret grävdes upp och liket kastades också på bålet.
Med stöd av sententian avrättades mellan 50 och 60 personer. I denna utpekades Sten Sture den yngre och ytterligare 17 namngivna personer samt borgmästare och rådsmän i Stockholms stad. Utöver dessa avrättades en stor grupp människor som inte hade utpekats i Gustaf Trolles klagoskrift. Mickel Nilsson och Klas Kyle, tidigare slottsfogdar på Stockholms slott undslapp straff och Kristina Gyllenstierna och Sigrid Banér hamnade istället i fängelse. De två biskoparna Mattias och Vincent hörde inte heller till de anklagade, trots det blev de de första att avrättas och deras avrättning stred i varje fall mot kanonisk rätt.
Det finns olika uppgifter om det exakta antalet avrättade i Stockholm. Enligt den ansvarige bödeln, den tyske officeren Jürgen Homuth, avrättades 82 personer. Stämmer uppgiften avrättades 20–30 personer utöver de av Gustaf Trolle utpekade.
Medan avrättningarna pågick skrev Kristian II ett brev till påve Leo X i Rom där han förklarade att det under rannsakningen den 7 november upptäckts att Sturepartiet hade tänkt att tända eld på slottets krutförråd och att slottsvakterna när detta upptäckts blivit så rasande att de gått till anfall mot Sten Sture den yngres anhängare och att i den kalabaliken hade även biskoparna Mattias och Vincent dödats.
I samband med blodbadet blev Kristina, hennes mor och barn samt andra förnäma kvinnor, som nu blivit änkor, satta i fängelse. Åtgärder vidtogs också för att avväpna stadsborna. Alla harnesk, värjor och andra vapen skulle borgarna föra upp på slottet. Därtill kom förbud för stadens befolkning att lämna Stockholm utan särskilt tillstånd av myndigheterna.

## Avrättade
Enligt bland andra Lars Ericson Wolke och andra källor avrättades följande personer i Stockholm den 8–9 november 1520: 

1. Mattias Gregersson (Lillie), biskop i Strängnäs
2. Biskop Vincentius, biskop i Skara
3. Erik Abrahamsson (Leijonhufvud), riksråd
4. Måns Gren, riksråd
5. Erik Ryning, riksråd
6. Kristiern Bengtsson (Oxenstierna) d.y., riksråd
7. Erik Johansson (Vasa), riksråd, far till Gustav Vasa
8. Bengt Gylta, riksråd
9. Erik Nilsson (Gyllenstierna) (Gyllenstierna af Nynäs)
10. Eskil Nilsson (Gyllenstierna) (Gyllenstierna af Nynäs)
11. Erik Knutsson (Tre Rosor)
12. Joakim Brahe, riksråd
13. Erik Kuse, slottsfogde på slottet Tre Kronor
14. Olof Björnsson (Halvmåne), slottsfogde på slottet Tre Kronor
15. Måns Jonsson, slottsfogde på slottet Tre Kronor
16. Jöns Gudmundsson, borgmästare
17. Anders Olofsson, borgmästare
18. Anders Henriksson, borgmästare
19. Olof Hansson, rådman
20. Måns Budde, rådman
21. Baggans Björn, rådman
22. Anders Ruth, rådman
23. Anders Karlsson (Ödebyätten), rådman
24. Mickel Nilsson, rådman
25. Knut Öning, rådman
26. Erik Helsing, rådman
27. Peder Eriksson, rådman
28. Asmund, rådman
29. Mats Crona, rådman
30. Jakob Pedersson, rådman
31. Nils Bergsson, rådman
32. Heming Grönskalle, rådman
33. Henrik Strobock, borgare
34. Lambrekt Båding, borgare
35. Hans Weser, borgare
36. Hans Vävare, köpman.
37. Simon Skräddare, borgare
38. Långe Nils, borgare
39. Peder Staffansson, borgare
40. Påvel Skinnare, borgare
41. Gudmund Skinnare, borgare
42. Erik Smältare, borgare
43. Peder Budde, borgare
44. Anders Köttmånglare, borgare
45. Mats Tunnbindare, borgare
46. Nils Matsson, borgare
47. Lambrekt Bardaskär, borgare
48. Lasse Hass, borgare
49. Kettil Skrivare, tjänstefolk
50. Olof Walram, lågfrälse
51. Erland Esbjörnsson, lågfrälse
52. Sven Joensson (Svart)

samt drygt 35-40 av de adligas tjänstefolk

## Ansvaret
Även om det yttre förloppet i samband med händelserna kan rekonstrueras finns det också brister som gör att det är svårt att svara på om avrättningarna var planerade i förväg eller var ett resultat av en improvisation. Bland historiker har man försökt att svara på vilket ansvar som låg på kungen och vilken roll rådgivare som Didrik Slagheck och Jens Andersen Beldenak spelade.
Kristian lade själv ansvaret på andra. I en proklamation, som han utfärdade dagen efter det stora blodbadet, skyllde han på Sveriges ärkebiskop och den domstol som fällde domen den 8 november. "Den hade bestått av de visaste män i Sveriges rike", och Kristian hade endast uppfyllt sina plikter som svensk kung när han verkställt domen och låtit avrätta en samling förbrytare mot svenska kyrkan. Endast på så sätt hade han kunnat rädda Sveriges övriga invånare, sina "käre undersåtar", undan den bannlysning som annars skulle ha drabbat dem alla.
Den danske historikern Carl Ferdinand Allen ansåg att blodbadet var planerat i förväg av Kristian II. Den danske professorn i historia Caspar Paludan-Müller ansåg att det inte var planerat men att Kristian II tog tillfället i akt, uppmanad av Didrik Slagheck och Jens Andersen Beldenak. Den svenske historikern professor Gottfrid Carlsson lade ansvaret på kungen medan hans samtida kollega professor Lauritz Weibull istället friade Kristian II och lade huvudansvaret på Gustaf Trolle. Professor Nils Ahnlund lade skulden på Kristian II och hans rådgivare Jens Andersen Beldenak och Didrik Slagheck. Professor Curt Weibull lade precis som sin bror Lauritz huvudansvaret på Gustaf Trolle. Professor Lars-Olof Larsson lägger ansvaret på kungen och ser Gustaf Trolles krav på ekonomisk kompensation som ett medel för kungen att göra sig av med Sturepartiet. Samma uppfattning som Larsson har också professor Lars Ericson Wolke. Professor Dick Harrison lägger huvudansvaret på Kristian II men anser att det är oklart vem som varit den drivande kraften.

## Efterverkningar
Larsson (2003) tolkar händelserna som att kung Kristian utnyttjade omständigheterna för att göra sig av med oppositionen inom Sturepartiet och att händelserna efteråt jävar en sådan tolkning. I Finland avrättades Tavastehus länsherre Åke Göransson Tott samt riksrådet Nils Eskilsson (Banér). Domprosten och biskopen Hemming Gadh hade under många år varit både Sten Sture den äldres och Svante Nilssons förtrogne med bland annat diplomatiska uppdrag. 1518 blev han dock tillfångatagen av danskarna och arbetade därefter för Kristian. På sommaren 1520 hade han haft en viktig roll i förhandlingarna om att överlämna slottet Tre Kronor.  På hösten 1520 hade Gadh skickats till Finland för att på Kristians vägnar ta kontroll över slotten där. Detta lyckades också men den 16 december 1520 avrättades Hemming Gadh genom halshuggning vid Raseborgs slott.
Kristian lämnade Stockholm efter jul för sin eriksgata. Denna resa användes för att gripa och avrätta de som uppfattades som Kristians fiender. I Norrköping, Linköping och Vadstena avrättades Sturepartiets anhängare och i Jönköping avrättades en rad personer, bland andra den tidigare fogden i Västbo, Lindorm Ribbing samt dennes två minderåriga söner. Ribbing ansågs ha ansvaret för ett uppror i Finnveden som tagit sin början under hösten. Munkarna i klostret Nydala ansågs ha stött detta uppror och abboten Arvid och andra på klostret avrättades genom dränkning, händelsen beskrivs som Dåden vid Nydala kloster. Kristian avbröt därefter sin eriksgata och återvände till Danmark.
Den tidigare slottsfogden i Stockholm, Klas Kyle, hade undkommit straff i Stockholm och lyckades fly, ännu oklart hur, och startade således befrielsekriget i Kalmartrakten redan i december 1520 tillsammans med brodern Johan Kyle. I januari 1521 utbröt nya uppror i Småland som riktades mot kungens ämbetsmän. Kristian hade utnämnt Søren Norby till fogde i Kalmar men denne kunde inte kuva upproret och i mars 1521 kontrollerades hela Småland utom Kalmar av upprorsmännen. Under 1521 spred sig upproren till andra delar av Sverige, och därefter inleddes den del av befrielsekriget som benämns Gustav Vasas befrielsekrig. Gustav Vasa var inte i Stockholm under blodbadet, och klarade sig därför, medan hans far och flera av hans konkurrenter avrättades. Det bäddade därför för att han blev den framträdande ledaren och i augusti 1521 i Vadstena valdes till Sveriges riksföreståndare.
Stockholms blodbad förskaffade i Sverige Kristian tillnamnet "Tyrann". Det hat som hans namn har burit genom tiderna inom svenska hävder har fått senare historiker att överdriva scenerna från Stockholms blodbad och göra dem ännu mer fasansfulla. Till exempel återger Anders Fryxell en uppdiktad episod från 1600-talet där det påstås att Kristian, när Sten Stures lik blivit uppgrävt, skulle ha "i sitt raseri bitit i den avlidnes halvmultnade lämningar". Under 1700-talet utbroderades denna historia av författare som Dalin och Celsius: "När Kristian såg liket, påstås han ha rasat som ett vilt djur och bitit i det. Han lät en del av kroppen brytas sönder och skickade delar av den till olika delar av landet. En annan del skulle enligt berättelsen ha bränts tillsammans med kätterilagen och den späde Sture, som hade avlidit strax före sin far."